# Laugna
Laugna est une commune de Bavière (Allemagne), située dans l'arrondissement de Dillingen, dans le district de Souabe.

## Personnages célèbres
- Barthélémy Holzhauser curé de Bingen et mort le 20 mai 1658 : prêtre catholique allemand, célèbre pour avoir rédigé l'interprétation de l'Apocalypse.